# 1953-as magyar teniszbajnokság
Az 1953-as magyar teniszbajnokság az ötvennegyedik magyar bajnokság volt. A bajnokságot július 5. és 12. között rendezték meg Debrecenben, a Nagyerdőben, az egyetemi sporttelepen. A vegyes párost csak szeptember 22. és 24. között fejezték be Budapesten, a Bp. Dózsa margitszigeti teniszstadionjában.

## Eredmények
| Versenyszám  | Arany                                                | Arany | Ezüst                                                     | Ezüst | Bronz                                               | Bronz |
| ------------ | ---------------------------------------------------- | ----- | --------------------------------------------------------- | ----- | --------------------------------------------------- | ----- |
| Férfi egyéni | Asbóth József Bp. Vasas                              |       | Ádám András Bp. Dózsa                                     |       | Vad Dezső Bp. Honvéd                                |       |
| Női egyéni   | Jávori Márta Bp. Dózsa                               |       | dr. Hidassy Dezsőné Bp. Vasas                             |       | Körmöczy Zsuzsa Bp. Vasas                           |       |
| Férfi páros  | Asbóth József, Ádám András Bp. Vasas, Bp. Dózsa      |       | Jancsó Antal, Sikorszky István Bp. Petőfi VTSK, Bp. Vasas |       | Birkás György, Tornyay Tibor Bp. Honvéd, Bp. Vasas  |       |
| Női páros    | Körmöczy Zsuzsa, Erdődi Gyuláné Bp. Vasas, Bp. Dózsa |       | Ernőházi Lajosné, Jávori Márta Bp. Dózsa                  |       | dr. Hidassy Dezsőné, Rohrböck Józsefné Bp. Vasas    |       |
| Vegyes páros | Ádám András, Erdődi Gyuláné Bp. Dózsa                |       | Bujtor Frigyes, Jávori Márta Bp. Dózsa                    |       | Sikorszky István, Jusits Ilona Bp. Vasas, Bp. Dózsa |       |

Megjegyzés: A Tenisz szerint vegyes párosban Bujtor Frigyes párja Ernőházi Lajosné volt.